# 華聯城
華聯城（OUE Downtown），原名星展大廈雙塔（DBS Building Towers），是新加坡市中心珊頓道的一座複合式建築，由兩棟大樓組成：一座高201公尺、50層樓，1975年完工；二座高149公尺、36層樓，1994年完工。其中一座於1975年完工時是新加坡與東南亞最高的建築物，以及除東京以外亞洲第一座超過200公尺高的大樓。星展大廈雙塔原本是星展銀行的總部，2010年被華聯企業（OUE）買下並改名為華聯城。星展銀行的總部則移至濱海灣金融中心。

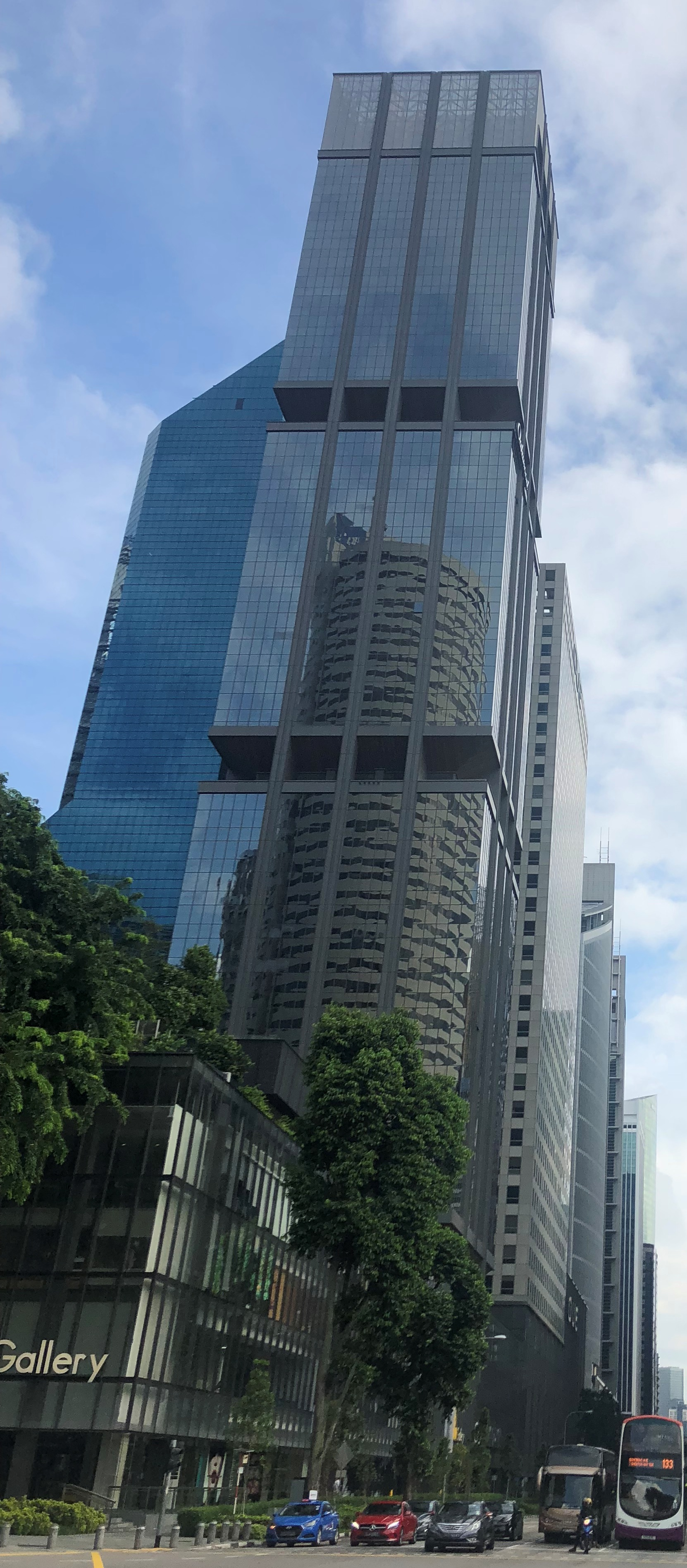
華聯城一座